# Кіріуе
Кіріуе (ісп. Quirihue) — місто в Чилі. Адміністративний центр однойменної комуни. Населення — 12 562 особи (2012). Місто і комуна входить до складу провінції Ітата і регіону Ньюбле.
Територія комуни — 589 км². Чисельність населення — 12 562 жителя (2012). Щільність населення — 21,33 чол./км².

## Розташування
Місто розташоване за 54 на північний захід від адміністративного центру регіону — міста Чильян.
Комуна межує:
- на півночі — з комуною Каукенес;
- на сході — з комуною Нінуе;
- на півдні — з комуною Трегуако;
- на заході — з комуною Кобкекура.